# Петрушка (род)
Петру́шка (лат. Petroselínum) — небольшой род двулетних растений семейства Зонтичные (Apiaceae).

## Этимология
Название „петрушка“ в русском языке возникло путём заимствования из польского языка слова pietruszka, которое в свою очередь возникло при заимствовании из латинского языка слова petroselinum (от греческого πετροσέλινον — «горный сельдерей»: petros «камень» + selinon «сельдерей»).

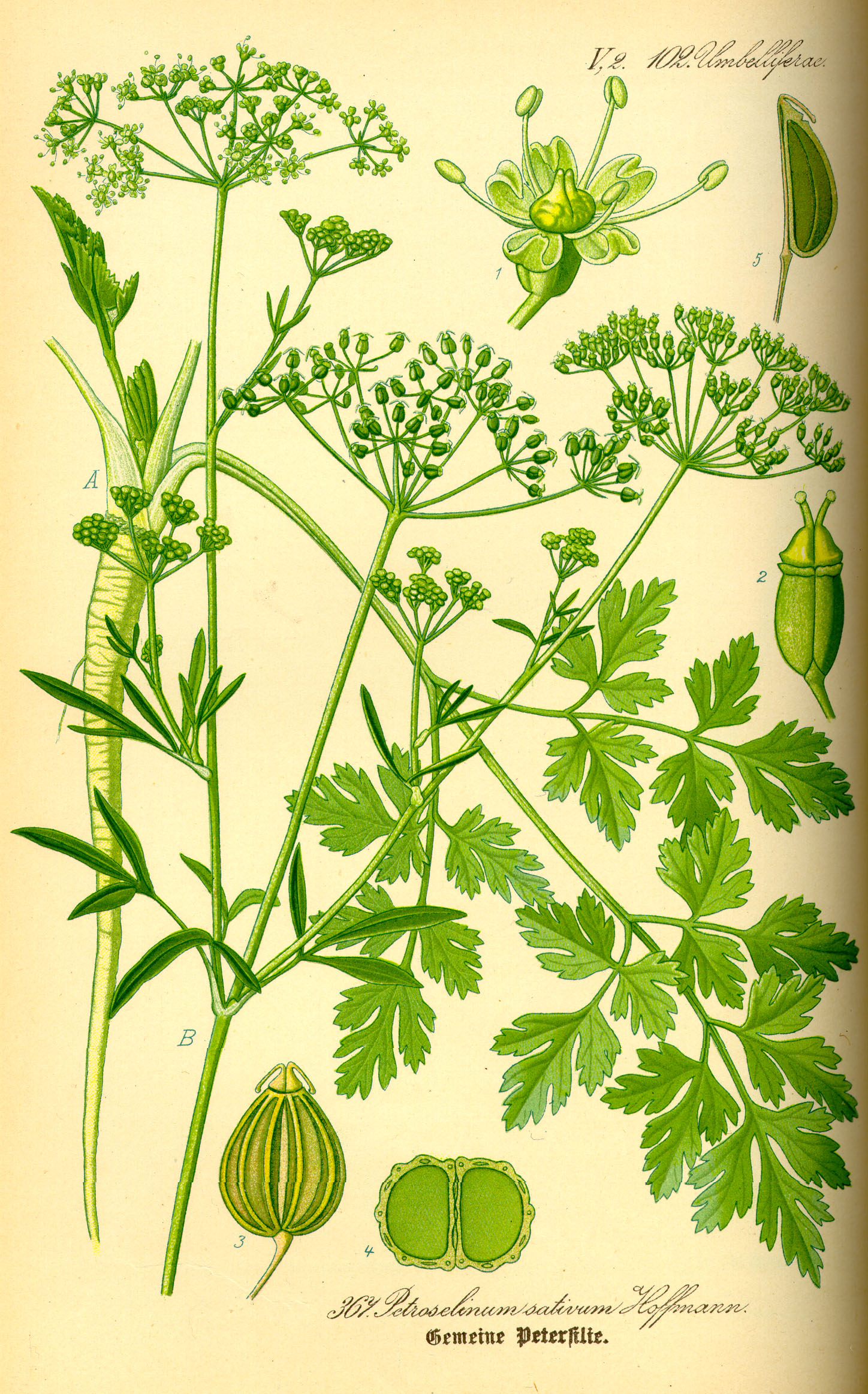
Петрушка кудрявая.

## Ботаническое описание
Двулетние, редко однолетние травы с прямостоячим стеблем.
Листья дважды- или триждыперистые.
Зубцы чашечки незаметные, лепестки желто-зелёные или беловатые, часто с красноватым оттенком при основании, сердцевидные, на верхушке выемчатые и в выемке с длинной, внутрь загнутой долькой.
Плод яйцевидный, слегка сжатый с боков.
В первый год образует розетку листьев и корнеплод, на второй год растение зацветает.
Растение влаголюбивое и холодостойкое, семена прорастают при 2—3  °C, всходы переносят заморозки до −7 °C. В регионах с мягкой зимой корнеплоды необязательно выкапывать на зиму.

## Распространение и экология
Ареал петрушки в диком виде — побережье Средиземного моря.
В домашних условиях петрушку выращивают в континентальной Европе (кроме Скандинавии). В Америке петрушку выращивают на севере США и юге Канады. В России на Европейской части — до широты Москвы, а также на юге Сибири и Дальнего Востока.
Листовую петрушку из-за короткого вегетационного периода можно выращивать в северных районах.

## Классификация

### Таксономия[5]
Petroselinum  Hill, 1756, Brit. Herb. : 424
Род Петрушка относится к семейству Зонтичные (Apiaceae) порядка Зонтикоцветные  (Apiales). Кладограмма в соответствии с Системой APG IV:
|  |                                      |  |                                   |                                   |                     |  | ещё 6 семейств |               |               |                                                                 |
|  |                                      |  |                                   |                                   |                     |  |                |               |               | 2 подтвержденных вида еще 12 таксонов в статусе "непроверенных" |
|  |                                      |  |                                   | порядок Зонтикоцветные            |                     |  |                |               | род Петрушка  |                                                                 |
|  |                                      |  |                                   | порядок Зонтикоцветные            |                     |  |                |               | род Петрушка  |                                                                 |
|  | отдел Цветковые, или Покрытосеменные |  |                                   |                                   | семейство Зонтичные |  |                |               |               |                                                                 |
|  | отдел Цветковые, или Покрытосеменные |  |                                   |                                   |                     |  |                |               |               |                                                                 |
|  |                                      |  | ещё 63 порядка цветковых растений | ещё 63 порядка цветковых растений |                     |  |                | ещё 447 родов | ещё 447 родов |                                                                 |
|  |                                      |  |                                   | ещё 63 порядка цветковых растений |                     |  |                |               | ещё 447 родов |                                                                 |

## Виды
- со статусом «подтвержденный» ('accepted') 
  - Petroselinum crispum  (Mill.) Fuss — Петрушка кудрявая
  - Petroselinum segetum  W.D.J.Koch

- со статусом «непроверенный» ('unchecked')

- - Petroselinum crispum f. hispanicum  (Alef.)  Danert 
  - Petroselinum crispum var. erfurtense  Danert 
  - Petroselinum crispum var. radicosum  (Alef.)  Danert 
  - Petroselinum filiforme  A.Rich. 
  - Petroselinum fractophyllum  Lag. ex Sweet 
  - Petroselinum prostratum  DC. 
  - Petroselinum sativum  Hook. & Gillies 
  - Petroselinum sativum var. crispum  (Mill.)  DC. 
  - Petroselinum sativum var. latifolium  (Mill.)  DC. 
  - Petroselinum sativum var. radicosum  Alef.

## Значение и применение
Используют петрушку в свежем, сушёном и реже солёном виде, листья — как составную часть салатов, а листья и корнеплоды — как добавку к гарнирам и супам, особенно — к рыбным блюдам. Свежезамороженная зелень полностью сохраняет питательные и целебные свойства в течение нескольких месяцев (при правильном хранении — до года).
Корнеплоды листовой петрушки съедобны, но тонкие и грубые, поэтому используются редко.
В медицине (реже — в кулинарии) используются также и семена петрушки. Петрушка известна мочегонным, желчегонным и стимулирующим действиями.

### Токсикология
С 1 июня 2011 года вступило в силу постановление Главного государственного санитарного врача РФ от 11.04.2011 № 30, в соответствии с которым плоды и эфирное масло плодов петрушки курчавой (Petroselinum crispum A.W.Hill.) были отнесены к биологически активным веществам, которые могут оказать вредное воздействие на здоровье человека при использовании для изготовления биологически активных добавок к пище. Соответственно, эфирное масло плодов петрушки курчавой не допускается к использованию при изготовлении биологически активных добавок к пище. В то же время применение эфирного масла петрушки при изготовлении медицинских препаратов не запрещается.
Упомянутым постановлением петрушка курчавая была включена в группу «Растения, содержащие сильнодействующие, наркотические или ядовитые вещества», что вызвало массу недопониманий и курьёзов в прессе и блогосфере. В частности, был сделан необоснованный и неверный вывод о том, что петрушка курчавая является растением, содержащим наркотические вещества, входящие в перечень для целей УК РФ. Однако, согласно УК РФ, полномочиями по определению перечня таких растений наделено Правительство России. На 1 июня 2011 года действует постановление Правительства РФ от 27.11.2010 № 934, петрушка курчавая в нём не значится.
14 июня 2011 года Роспотребнадзор был вынужден опубликовать на своём официальном сайте пресс-релиз «О запрете использования плодов петрушки курчавой при производстве БАД» для опровержения сообщений некоторых СМИ о том, что зелень петрушки курчавой непригодна к употреблению в пищу и будет изыматься из продажи.